# Igor Tikhomirov
Igor Tikhomirov –en ruso, Игорь Тихомиров– (Moscú, URSS, 4 de mayo de 1963) es un deportista soviético, nacionalizado canadiense, que compitió en esgrima, especialista en la modalidad de espada.
Participó en dos Juegos Olímpicos de Verano, en los años 1988 y 2008, obteniendo una medalla de bronce en Seúl 1988, en la prueba por equipos (junto con Andrei Shuvalov, Pavel Kolobkov, Vladimir Reznichenko y Mijail Tishko). Ganó una medalla de bronce en el Campeonato Mundial de Esgrima de 2006.

## Palmarés internacional
| Representando a la URSS |                      |                   |                    |
| Juegos Olímpicos        |                      |                   |                    |
| Año                     | Lugar                | Medalla           | Prueba             |
| 1988                    | Seúl (Corea del Sur) | Medalla de bronce | Espada por equipos |
| Representando a Canadá  |                      |                   |                    |
| Campeonato Mundial      |                      |                   |                    |
| Año                     | Lugar                | Medalla           | Prueba             |
| 2006                    | Turín (Italia)       | Medalla de bronce | Espada individual  |